# Pier Giacomo De Nicolò
Pier Giacomo De Nicolò (* 11. März 1929 in Cattolica, Provinz Rimini; † 3. April 2021 in Rom) war ein italienischer Geistlicher, römisch-katholischer Erzbischof und Diplomat des Heiligen Stuhls.

## Leben
Pier Giacomo De Nicolò empfing am 12. April 1952 die Priesterweihe. Von 1956 bis 1958 absolvierte er die Päpstliche Diplomatenakademie.  Papst Paul VI. verlieh ihm am 21. Juni 1963 den  Ehrentitel Überzähliger Geheimkämmerer Seiner Heiligkeit (Monsignore) und am 29. Februar 1972 den Titel Ehrenprälat Seiner Heiligkeit.
Am 14. August 1984 ernannte ihn Papst Johannes Paul II. zum Titularerzbischof  von Martanae Tudertinorum und zum  Apostolischen Nuntius in Costa Rica.
Kardinalstaatssekretär Agostino Kardinal Casaroli spendete ihm am 20. Oktober desselben Jahres die Bischofsweihe; Mitkonsekratoren waren Kurienbischof Eduardo Martínez Somalo und Giovanni Locatelli, Bischof von San Marino-Montefeltro und Rimini.
Am 11. Februar 1993 wurde er zum Apostolischen Nuntius in Syrien ernannt. Am 21. Januar 1999 wurde er zum Apostolischen Nuntius in der Schweiz und in Liechtenstein ernannt. Sein altersbedingtes Rücktrittsgesuch nahm Papst Johannes Paul II. am 8. September 2004 an.
Seine Brüder, Mariano und Paolo, waren ebenfalls Bischöfe.